# Tillandsia somnians
Tillandsia somnians är en gräsväxtart som beskrevs av Lyman Bradford Smith. Tillandsia somnians ingår i släktet Tillandsia och familjen Bromeliaceae. Inga underarter finns listade i Catalogue of Life.